# Энурмино
Энурмино — чукотское национальное село в Чукотском районе Чукотского автономного округа России. Образует сельское поселение Энурмино.

## Название
Название в переводе с чукот. Иннурмин — «находящийся за холмами». Название Анушпик — вероятно, от основы эским. -ан «выходить». Чукотский адаптированный вариант — Энурмин.

## География
Расположено на северо-восточном берегу Чукотского моря рядом с мысом Сердце-Камень. Расстояние до города окружного значения составляет 540 км.
В 3 км северо-западнее на мысе Нэттэн находится полярная станция «Мыс Нэттэн» (живёт одна чукотская семья), ещё дальше (60 км) — посёлок Нешкан. Других населённых пунктов в окрестностях нет. Прибрежное мелководье не дает возможности близко подходить морским судам, все товары доставляются вертолётами, иногда на маленькой барже. Пассажирские перевозки осуществляются с райцентром исключительно воздушным путём с помощью вертолёта с периодичностью 1—2 раза в месяц.

## Население
| 1931 | 1989 | 2002 | 2009 | 2010 | 2011 | 2012 |
| ---- | ---- | ---- | ---- | ---- | ---- | ---- |
| 74   | ↗290 | ↗304 | ↗311 | ↘301 | ↘300 | ↘297 |
| 2013 | 2014 | 2015 | 2016 | 2017 | 2018 | 2020 |
| ↗301 | ↘300 | ↘291 | →291 | ↘285 | ↘277 | ↗282 |
| 2021 | 2023 |      |      |      |      |      |
| ↗320 | ↘305 |      |      |      |      |      |

В селе с 2000 по 2007 год был высокий уровень самоубийств: суицид совершило 9 человек в возрасте 20—29 лет. После почти полного запрета на продажу спиртного число самоубийств резко снизилось.

## Экономика и социальная инфраструктура
Основное занятие жителей — охота на моржей, китов и рыболовство. Здесь действует отделение муниципального сельхозпредприятия «Заполярье».
В селе построена новая начальная школа, объединённая с детским садом. После 4 класса дети отправляются учиться в интернат на зиму.
В старом здании клуба есть небольшая библиотека, рядом — администрация и почта. Имеется единственный магазин (новый, построенный в 2012 году).
В 2014 году в Энурмино стала доступна мобильная связь.

## Инфраструктура
В посёлке около пятидесяти маленьких одноэтажных домиков по обе стороны улицы Советской, протянувшейся вдоль высокой песчаной косы. Местная звероферма разрушена. В 2003 году началось строительство нового жилья — из готовых блоков построены современные коттеджи. Вода для питьевых и хозяйственных нужд доставляется из реки, которая находится в 18 км от села. В 2019 году предполагается установка здесь опреснительной станции.
В Энурмино три улицы — Советская, Южная и Строительная (здесь находится администрация сельского поселения).

## Достопримечательности
Недалеко от посёлка на узких галечниковых пляжах, зажатых скалистыми утесами, расположено большое лежбище моржей. Плывущих зверей часто можно видеть с берега. Вслед за моржами по морским льдам подходят белые медведи.

## В кинематографе
В 2008 году на фестивале Флаэртиана был показан документальный фильм Алексея Вахрушева по сценарию Бориса Караджева «Добро пожаловать в Энурмино!».